# NGC 1137
NGC 1137 ist eine Spiralgalaxie vom Hubble-Typ Sb im Sternbild Walfisch südlich der Ekliptik. Sie ist schätzungsweise 136 Millionen Lichtjahre von der Milchstraße entfernt und hat einen Durchmesser von etwa 90.000 Lichtjahren. Gemeinsam mit vier weiteren Galaxien bildet sie die NGC 1137-Gruppe (LGG 79).
Im selben Himmelsareal befindet sich u. a. die Galaxie IC 273.
Die Typ-Ia/P-Supernova SN 2010lp wurde hier beobachtet.
Das Objekt wurde am 17. Oktober 1885 von Lewis Swift entdeckt.

## NGC 1137-Gruppe (LGG 79)
| Galaxie   | Alternativname | Entfernung / Mio. Lj |
| --------- | -------------- | -------------------- |
| NGC 1137  | PGC 10942      | 136                  |
| NGC 1153  | PGC 11230      | 140                  |
| IC 273    | PGC 11156      | 143                  |
| IC 277    | PGC 11336      | 128                  |
| PGC 11252 | UGC 2441       | 137                  |